# Javohir Sindarov

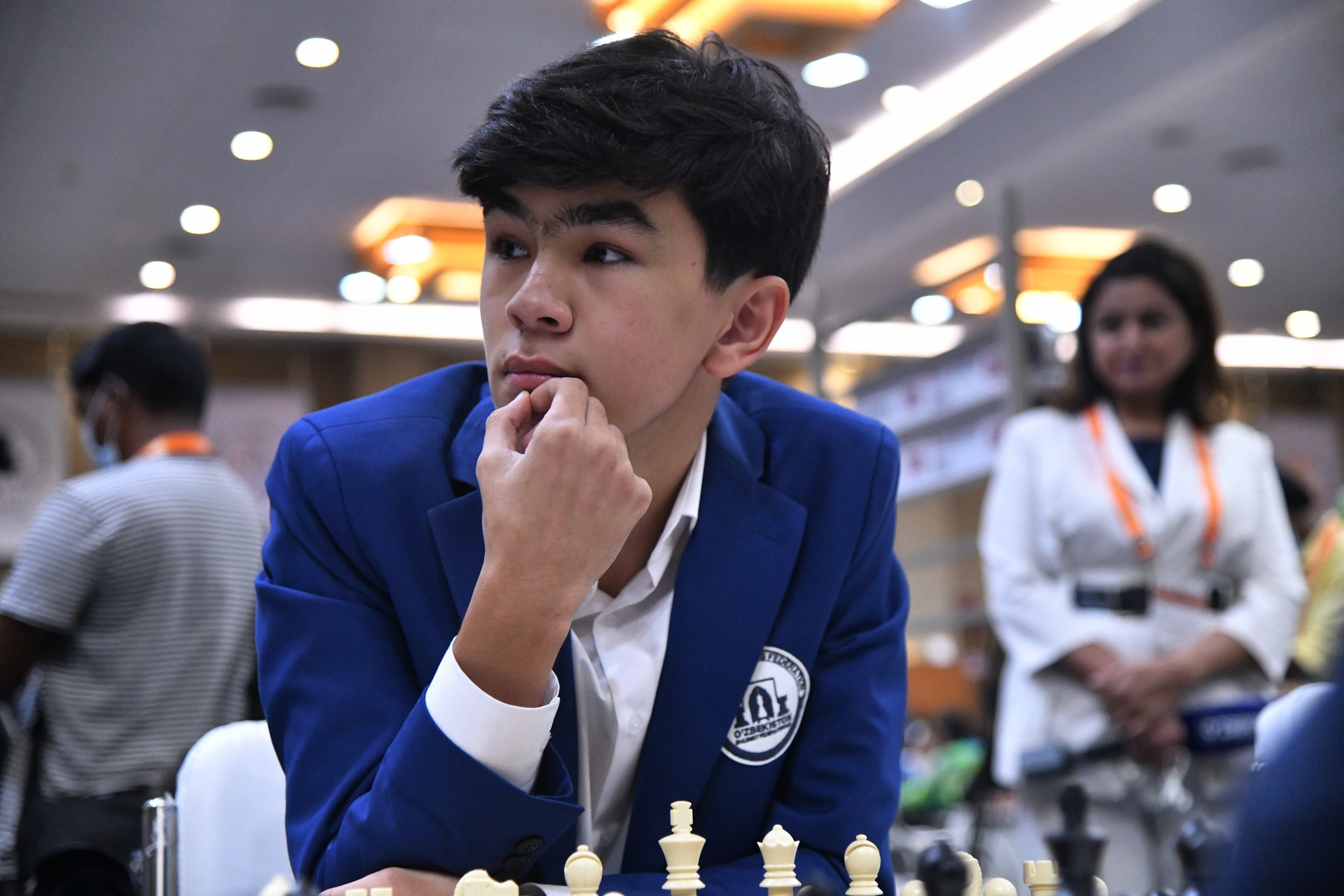
Javohir Sindarov in 2022

Javohir Sindarov (Tashkent, 8 december 2005) is een Oezbeeks schaker, hij was een wonderkind. In oktober 2018 bereikte hij de titel grootmeester (GM), op de leeftijd 12 jaar, 10 maanden en 5 dagen. Hij is daarmee een van de 13 schakers ter wereld die voor het bereiken van de leeftijd 14 jaar de grootmeestertitel behaalden. De GM-titel werd formeel toegekend in maart 2019.

## Schaakcarrière
Sindarov verkreeg in oktober 2017 de titel Internationaal Meester (IM). Zijn eerste grootmeester-norm behaalde hij op het Aljechin Memorial toernooi in juni 2018. De tweede GM-norm behaalde hij op het Wereldkampioenschap schaken voor junioren in september 2018, waarbij hij ook de Elo-rating 2500 bereikte. In oktober 2018 behaalde hij zijn derde GM-norm op het First Saturday toernooi, waarmee hij de op dat moment op een na jongste schaakgrootmeester in de geschiedenis werd. De titel werd formeel toegekend door de FIDE in maart 2019.
Javohir Sindarov kwalificeerde zich voor de Wereldbeker schaken 2021. Geplaatst als 121e, verraste hij door in ronde twee via tiebreak te winnen van de als 8e geplaatste Alireza Firouzja; hij bereikte de laatste 32, waarna hij in ronde vier werd uitgeschakeld door in Kacper Piorun.
Bij de Wereldbeker schaken 2023 verraste Sindarov opnieuw, door in ronde drie te winnen van de als 10e geplaatste Maxime Vachier-Lagrave, voordat hij zelf in ronde 4 werd uitgeschakeld door Erigaisi Arjun.
In februari 2023 was zijn Elo-rating 2661. In augustus 2023 was hij nummer 78 op de wereldranglijst.
In oktober 2023, speelde Sindarov aan het tweede bord van Oezbekistan bij de Azië-Spelen; hij behaalde 6 pt. uit 8, en het team eindigde als derde, onder India en Iran. Vervolgens nam hij deel aan het sterk bezette Qatar Masters Open toernooi, waar hij zonder verliespartijen 6.5 pt. uit 9 behaalde. 
In november 2023 eindigde Sindarov op de 8e plaats op het FIDE "Grand Swiss" toernooi, met 7 pt. uit 11. Tot ronde 7 behoorde hij tot de leiders, maar verloor toen zijn partij tegen de latere winnaar Vidit Gujrathi, dit was zijn enige verliespartij in het toernooi. Hij won vier partijen, waaronder zijn partij tegen voormalig nummer 2 van de wereld Levon Aronian. 
Na het Grand Swiss toernooi passeerde de rating van Sindarov voor de eerste keer 2700.

In juni 2024 nam hij deel aan het voor het eerst georganiseerde UzChess Cup Masters, een round robin supertoernooi in Oezbekistan met 10 deelnemers. Hij eindigde als vijfde, hij won zijn partij tegen de nummer 5 van de wereld, zijn landgenoot Nodirbek Abdusattorov.

## Externe koppelingen
- (en)   Informatie over schaakpartijen van Javohir Sindarov op ChessGames.com
- (en)   Informatie over schaakpartijen van Javohir Sindarov op 365chess.com
- (en)  FIDE-ratinggegevens voor Javohir Sindarov